# If I Fell
〈If I Fell〉은 존 레논이 쓴 영국의 록 밴드 비틀즈의 곡으로 영국에서는 1964년 《A Hard Day's Night》에, 미국에서는 《Something New》에 담겨 출시되었다.
존 레논은 1980년 플레이보이 인터뷰에서 말한다. "그것은 제가 제대로 된 발라드를 노린 첫 시도입니다... 이 곡은 제가 오래 전 감상적인 사랑 발라드를 썼음을 증명하고 있어요." 레논과 매카트니는 "에벌리 브라더스처럼 하모니를 내기 위해" 하나의 마이크로폰을 사용했다. 〈If I Fell〉은 비틀즈가 1964년 미국, 캐나다 투어에서 자신들의 레퍼토리로 활용하던 곡이었다. 비틀즈는 정규 버전보다 조금 빠르게 공연했는데, 레논과 매카트니는 곡을 부르면서 겨우 웃음을 참아내고는 했다. 한 번 이상 그럴 경우 이 곡은 "If I Fell Over(만약 내가 실패한다면)"으로 소개되어 버렸다.
〈If I Fell〉은 미국 싱글 〈And I Love Her〉의 B면에 실려(캐피틀 5235) 미국 출시되었고, B면에 있던 이 곡은 빌보드 핫 100 53위에 오르고, 캐나다에서는 28위에 올랐다. 이 노래는 노르웨이에서도 싱글 발표되어 그들 차트의 정상에 올랐다. 영국에서는 1964년 12월 4일 B면에는 〈Tell Me Why〉를 싣고 싱글(팔로폰 DP 562) 출시되었다. 이 싱글은 수출용으로 제작되었지만 일부 소매업자가 영국 곳곳에서 팔았다. 차트에 오르지 않았고 공식 영국 싱글로 간주되지 않는다.

## 참여 인원
- 존 레논 – 리드와 백 보컬, 어쿠스틱 리듬 기타
- 폴 매카트니 –리드 보컬, 베이스 기타
- 조지 해리슨 – 12현 리드 기타
- 링고 스타 – 드럼

이언 맥도널드 제공

## 참고 문헌
- Fontenont, Robert (2008). “If I Fell”. 《About.com》. 2007년 5월 4일에 원본 문서에서 보존된 문서. 2008년 8월 14일에 확인함.
- MacDonald, Ian (2005). 《Revolution in the Head: The Beatles' Records and the Sixties》 Seco Revis판. London: Pimlico (Rand). ISBN 1-84413-828-3.
- Miles, Barry (1997). 《Paul McCartney: Many Years From Now》. New York: Henry Holt and Company. ISBN 0-8050-5249-6.
- “TOPP 20 SINGLE UKE 49, 1964”. 《VG-lista》. 2009. 2012년 4월 4일에 원본 문서에서 보존된 문서. 2009년 12월 11일에 확인함.
- “BBC Four Programmes - ...Sings The Beatles”. 《BBC》. 2010. 2010년 6월 7일에 확인함.
- Ingham, Chris (2003). 《The Rough Guide to the Beatles》. Rough Guides. ISBN 1-84353-140-2.